# Орто-Нахара
Орто-Нахара (рос. Орто-Нахара) — село у Ленському улусі Республіки Сахи Російської Федерації.
Населення становить 384  особи. Належить до муніципального утворення Орто-Нахаринський наслег.

## Історія
Згідно із законом від 30 листопада 2004 року органом місцевого самоврядування є Орто-Нахаринський наслег.

## Населення
| 2002 | 2010 |
| ---- | ---- |
| 379  | ↗384 |